# Costa Azzurra (film)
Costa Azzurra è un film del 1959 diretto da Vittorio Sala.
In Portogallo il film fu bandito mentre in Italia venne distribuito a partire il 30 giugno 1959, con il divieto ai minori di 16 anni.
In Francia la pellicola venne distribuita il 3 agosto 1963.

## Trama
Film a episodi, mostra stralci di vita di personaggi di diversa estrazione sociale, che vivono situazioni particolari nello scenario della Costa Azzurra. Tra questi, due coniugi romani proprietari di un negozio di frutta e verdura, arrivano in Francia perché la moglie spera di sfondare nel cinema nonostante le perplessità del marito; quando però il regista propone una parte al marito, anziché alla moglie, è proprio l'uomo che inizia a illudersi. 

## Distribuzione

### Titoli alternativi
- Côte d'Azur - Francia (titolo informale)
- Kyani Akti - Grecia
- Le miroir aux alouettes - Francia
- Wild Cats on the Beach (titolo in lingua inglese)
- Zweimal Riviera und zurück - Germania Ovest

## Incassi
L'incasso accertato sino al 30 giugno 1965 fu di 718 634 000 lire.